# Sudesna grammica
Sudesna grammica là một loài nhện trong họ Dictynidae.
Loài này thuộc chi Sudesna. Sudesna grammica được Eugène Simon miêu tả năm 1893.